# Dias de Abandono
I Giorni dell'Abbandono é um romance italiano de 2002 de Elena Ferrante. Ele foi publicado no Brasil como Dias de Abandono, e em Portugal como Os Dias do Abandono. O romance conta a história de uma mulher cujo marido a abandona abruptamente após quinze anos juntos.
Em 2005, o romance foi adaptado para o filme I giorni dell'abbandono, dirigido por Roberto Faenza . A HBO Films planejou adaptar o romance em um filme estrelado por Natalie Portman e escrito e dirigido por Maggie Betts, mas a produção foi arquivada depois que Portman deixou o projeto.

## Trama
A história é baseada no fim repentino de um casamento aparentemente sólido e feliz. Olga, uma dona de casa de quase 30 anos, é informada por seu marido Mario que ele está deixando ela e seus dois filhos. Inicialmente, Olga acredita que Mário não está falando sério, mas logo percebe que ele a trocou por outra mulher. O fim do casamento de 15 anos cria uma profunda crise interna para Olga. Ela tem que trabalhar novamente e consegue o trabalho de terminar e traduzir um romance inacabado.
Ao descobrir que a outra mulher com quem Mário está tendo um caso é filha de um de seus colegas, que ele conheceu quando ela tinha quinze anos, Olga começa a ter um colapso nervoso. Ela ataca Mario e sua nova namorada Carla quando os encontra na rua. Depois, Olga inicia uma longa jornada introspectiva para analisar os anos com o marido, para encontrar erros e lacunas que poderiam ter gerado seu desejo de partir.
Olga, portanto, abandona-se completamente à sua tristeza, arriscando-se a perder a si mesma e a sua vida. Suas responsabilidades se multiplicam contra ela: ela tem dois filhos para cuidar, uma casa para manter e um cachorro para cuidar. As ações ordinárias, os cuidados básicos de uma mãe, começam a aliená-la e a impossibilitar sua continuação. O seu passado e os seus medos de infância voltam a atormentá-la, juntamente com a ideia de que uma mulher sem amor, sem homem, não sobrevive. Ela se torna vulgar na mente e nos gestos, como um alívio para uma dor insuportável. Olga tenta seduzir um vizinho, mas não dá certo. Embora tentem fazer sexo, acabam sendo forçados a desistir quando ele não consegue manter uma ereção.
Um dia, em agosto, o filho de Olga, Gianni, contrai febre enquanto seu cachorro começa a adoecer. Ela teme que ele esteja envenenado. Sua filha mais nova, Ilaria, não consegue entender seu estado emocional, e acaba irritando-a mais. Otto, o cachorro de Olga, começa a apresentar sinais de sofrimento físico por envenenamento, assim como o filho. Olga acidentalmente enfia a chave na fechadura e percebe que não pode pedir ajuda porque sua linha telefônica caiu e seu celular quebrou. Devido às férias de verão, o prédio onde ela mora está praticamente vazio. Ela se vê completamente incapaz de se concentrar, mas eventualmente sai disso e, quando seu vizinho de baixo chega para ver como ela está, consegue abrir a porta sozinha.
O filho de Olga está bem, embora seu cachorro faleça em decorrência de envenenamento. Por meio dessa situação, ela passa a entender que tem os meios e a força necessários para controlar sua própria vida. Ajudada pelo vizinho, Aldo Carrano, Olga resolve cada problema e começa naquele dia a lutar para restaurar os pedaços de si mesma, para cuidar novamente do filho e da filha e reatar laços civis com o agora ex-marido. Ela finalmente reconstrói sua vida, conseguindo a custódia conjunta com Mario. Embora suas amigas tentem arranjar homens para ela, ela se esquiva deles. Uma de suas amigas a convida para um concerto onde ela vê seu vizinho de baixo tocando na orquestra. Percebendo que talvez ela o tenha julgado mal, ela o contata novamente e os dois tentam um relacionamento.

## Personagens
- Olga: a protagonista e narradora
- Mário: o marido de Olga
- Gianni: o filho mais velho do casal
- Ilaria: a filha mais nova do casal
- Aldo Carrano: vizinho de Olga e Mario, um músico envelhecido
- Carla: amante de Mario
- Gina: mãe da Carla

## Temas

### Autodisciplina
Elena Ferrante costuma sublinhar a mestria de quem é dono da sua personalidade e procura, com todas as suas forças, mantê-la, aconteça o que acontecer.
Desde o início, esse desejo de autocontrole aparece claramente em Olga, por meio de suas tentativas de controlar a linguagem, de se livrar do sotaque napolitano e até mesmo de esquecer expressões ou tons de voz agressivos.

### Espelhos
No romance, os espelhos são de fundamental importância para Olga. Eles permitem que ela se perceba e a ajudem a combater suas crises internas.
Elena Ferrante frequentemente representa a experiência de um sujeito feminino em seus romances. As mulheres que ela escreve são caracterizadas por uma inquietação e incerteza naturais, e demonstram uma necessidade de descoberta e análise interna, por meio da observação de seu efeito sobre os outros - por meio da observação de um reflexo.

## Edições

### Em italiano
I Giorni dell'Abbandono . 2002, Edizioni e/o, Roma, ISBN 978-88-6632-641-0 .
Reeditado como Cronache del mal d'amore, em um volume que incluiu também os romances L'Amore Molesto e La Figlia Oscura . Cronache del mal d'amore. 2012, Edizioni e/o, Roma, ISBN 978-88-6632-192-7 .

### No Brasil
Os Dias de Abandono (2016). Biblioteca Azul.

### Em Portugal
Dias do Abandono

## Recepção
O romance recebeu críticas positivas após seu lançamento. Antes dos romances napolitanos, The Days of Abandonment era o livro mais popular de Ferrante no mercado internacional. A crítica Radhika Joneslena elogiou o livro, dizendo: "Nas mãos da romancista Elena Ferrante, ser abandonado não é uma condição passiva. Pelo contrário, introduz a heroína de Os dias de abandono nas semanas mais intensamente vividas de sua existência. Deixada com dois filhos e com poucas explicações de seu marido, Mario, Olga faz malabarismos com raiva, negação, capitulação e desespero enquanto busca entender sua situação através da exploração de seu passado - não apenas seu casamento, mas o espectro de uma mulher abandonada. que assombrou sua infância."
De acordo com Janet Maslin, escrevendo para o The New York Times : "Tanto a franqueza emocional quanto a carnal do romance são potentes. Uma vez que Olga começa a se ver como, nas palavras de Simone de Beauvoir, uma mulher destruída, ela começa uma espiral descendente que inclui alucinações, terror de veneno e auto-humilhação sexual com seu vizinho idoso."
O livro foi eleito pelo The Guardian como um dos "10 melhores livros sobre traição".
O romance também foi frequentemente comparado na imprensa com Laços, de Domenico Starnone, publicado em 2017. Os dois romances tratam de casamentos desvendados de diferentes perspectivas, e muitas vezes se especulou que Starnone era a pessoa ou uma das pessoas por trás do pseudônimo de Elena Ferrante, o que ele nega. De acordo com o The New Yorker : "Starnone timidamente apontou que tanto 'Laços' quanto 'Dias de Abandono' contêm o detalhe preciso de um vaso de vidro, que cada esposa quebra em resposta à falta de fé de seu marido. Esta é apenas uma das muitas correspondências conspícuas e imagens espelhadas entre os dois romances."

## Adaptações
Em 2005, o romance foi adaptado para o filme I giorni dell'abbandono, dirigido por Roberto Faenza .
A HBO Films anunciou uma adaptação em inglês do romance para um filme, estrelado por Natalie Portman e escrito e dirigido por Maggie Betts, mas a produção foi arquivada depois que Portman deixou o projeto.